# Краснодарский край — Крым
«Краснодарский край — Крым» — газопровод протяжённостью 400 км.
Построен в 2016 году. Газопровод обеспечил топливом базовые электростанции Симферополя и Севастополя, а также повысил надёжность газотранспортной системы Крыма.
Начальная точка расположена на участке Южного коридора между компрессорными станциями Казачья и Русская. Мощность составляет 4,4 млрд м³ в год. Плановый объём подачи газа — 2,2 млрд м³, из них 1,5 млрд м³ предназначаются для базовых теплоэлектростанций и 0,7 млрд м³ — для программы газификации Крыма. Газопровод официально введён в строй 27 декабря 2016 года.
Также используется для увеличения объемов подачи газа в юго-западные регионы Краснодарского края.

## Трасса
Газопровод диаметром в 700 мм проложен от магистрального газопровода на территории Краснодарского края. По дну Керченского пролива, чуть южнее Крымского моста, проложены две нитки длиной 16 км.
От Керчи до посёлка Советский, через Белогорск к Симферополю. Диаметр газопровода от Симферополя до Севастополя составляет 500 мм. Уменьшение диаметра связано с тем, что новый газопровод замыкает в кольцо существующую газотранспортную систему Крыма.
К существующим газопроводам перемычки были построены в городах Керчь, Симферополь и Севастополь. Под Керчью газопровод пройдёт через село Челядиново вдоль озера Тобечик, село Приозёрное до Багерово, где будет соединён с существующими газораспределительными сетями. Новый магистральный газопровод позволит улучшить газоснабжение Крыма в наиболее дефицитных точках — Керчи и Севастополе.
Вся трасса разбита на три пусковых комплекса:
- магистральный газопровод «Краснодарский край — Крым» («Кубань — Крым») — 137,5 км;
- магистральный газопровод «Керчь — Феодосия — Советское — Симферополь (ГРС-4)» — строительство новой газораспределительной станции производительностью 34,5 тыс. м³/ч и газопровода протяжностью 240 км;
- магистральный газопровод «Симферополь — Севастополь» — 56 км.

## Строительство
Стоимость работ — 20 млрд рублей, генеральный подрядчик — компания «Стройгазмонтаж». Проектно-изыскательские работы стоимостью 150 млн рублей выполнял крымский институт «Шельф» по заказу «Черноморнефтегаз».
К 1 октября 2015 года было закуплено 200 км труб. В марте 2016 года министр энергетики России Александр Новак сообщил, что газопровод построен на 30 %.
В марте 2016 года Главгосэкспертизой России завершено рассмотрение проектной документации участка «Краснодарский край — Крым», в мае — участка «Керчь — Симферополь — Севастополь».
На 30 июня 2016 года были выполнены работы:
- по сухопутному участку длиной 323,48 км: закончена сварка труб на протяжении 302 км, изоляция стыков труб — 289 км, разработка траншеи — 285,71 км, укладка труб в траншею — 279,54 км, засыпка траншеи — 258,36 км;
- переход через озеро Тузла длиной 2x842 м: разработана подводная траншея, выполнена сварка газопровода в нитку (1-я нитка — полностью, 2-я нитка — 826 м), изоляция стыков (1-я нитка — полностью, 2-я нитка — 825 м), завершено протаскивание плети для 1-й и 2-й ниток, завершена работа по установке боновых заграждений и обследование дна;
- через Керченский пролив общей протяжённостью 33,4 км: сварка газопровода в нитку — 13,907 км, изоляция стыков — 14,45 км, разработка траншеи — 17,26 км, укладка труб в траншею — 14,07 км, засыпка траншеи — 3,7 км[8].

В сентябре 2016 года готовность газопровода оценивалась как «более 90 %».
27 декабря 2016 года было объявлено о введении газопровода в эксплуатацию.

## Эксплуатация
С 30 декабря 2016 года, когда начались первые поставки газа в Крым, до 11 января 2017 года по газопроводу было поставлено 20 млн м³ газа.
Запуск газопровода позволил отменить ограничения для крымских ТЭЦ и перевести их с мазута на газ.
Черноморнефтегаз планирует закупить с 1 февраля 2018 года до 1 февраля 2019 года с поставкой на ГИС «Тамань» 1,76 млрд м³ газа. В этот период планируется запуск в Крыму трех наиболее мощных газовых электростанций.